# レートピシ
レートピシ（ロシア語: летопись、ウクライナ語: літопис、ベラルーシ語: летапіс）とは、中世ルーシの文学ジャンルを指す言葉である。レートピシは各都市、国（ルーシの諸公国）、地方の歴史的出来事を年代順に記載したものであり 、日本語文献においては年代記と訳される。レートピシという名称は、各年の出来事が、「в лето X …」 （X年に…）という言葉で書き始められるのが一般的であることに由来する（各年冒頭にロシア語: 「в году」という表記も用いられる。意味は同じ）。

## 年代記の形状
ルーシ（キエフ・ルーシとその諸公国）とロシア（帝政ロシア）の年代記の場合は、クロノグラフ(ru)あるいはクロニカ(ru)と呼ばれる、伝説、聖書、聖人伝、文学作品などを元に記述されたものと、レートピシと呼ばれる編年体の年代記がある。なお他地域のものとしては、ビザンツ帝国における年代記はギリシア語: Χρόνος（ 英語: Chronicle / クロニクル）と呼ばれ、西欧のものはラテン語: annālis（英語: Annals / アナリス）またはクロニクルと呼ばれる。

## 特徴
レートピシは、14 - 18世紀の写本が多く残されているが、それらは他の史料に拠って、正本から書き換えられている部分があると理解されている。レートピシのうちもっとも古いものは、ニジニ・ノヴゴロドの修道士ラヴレンチーによって、1377年に加筆・編纂されたと推測される『ラヴレンチー年代記』や 、14世紀に編纂された『イパーチー年代記』（書名はコストロマのイパーチー修道院(ru)で発見されたことによる。）である。これらはより古い、12世紀にキエフで編纂されたレートピシである『過ぎし年月の物語（原初年代記）』を主要文献として編纂されている。また、レートピシは多くの都市で編纂されたため、ある出来事について排他的または優先的に記述したものや、方言的な、独自の言語的特徴（извод）が現れているものがある。